# Begonia acuminatissima
Begonia acuminatissima é uma espécie de Begonia.

## Sinônimos
- Begonia camiguinensis Elmer